# CIPS
Трансграничная межбанковская платёжная система, CIPS (англ. Cross-border Interbank Payment System, англ. China International Payments System - is unofficial name, англ. China Interbank Payments System) — международная китайская система передачи финансовых сообщений и платежей. Запущена Китаем в эксплуатацию 8 октября 2015 года для расширения использования юаня в мире. Фактически является альтернативой, в части передачи финансовых сообщений, бельгийской системе международных банковских переводов SWIFT; в отличие от SWIFT, CIPS обеспечивает не только обмен информацией, но также клиринг и расчеты. 
Акционерами системы являются также крупные международные компании, такие как HSBC, Standard Chartered, Bank of East Asia, DBS Bank, Citi, Australia and New Zealand Banking Group и BNP Paribas.
25 марта 2016 года CIPS подписала меморандум о взаимодействии со SWIFT.
В 2023 году CIPS провела операции примерно на 123 трлн юаней ($17,25 трлн), а всего на ноябрь 2023 года к ней были подключены 1353 организации в 110 странах, а также 129 прямых участников системы из Китая. 1005 участников насчитывалось из Азии (563 из КНР), 235 — из Европы, 48 — из Африки, 28 — из Северной Америки, 20 — из Океании, 17 — из Южной Америки. К маю 2023 года в CIPS состояло также 30 банков из России.
По состоянию на конец октября 2024 года в системе CIPS насчитывалось 160 прямых участников и 1413 косвенных. Среди косвенных участников 1051 был из Азии (560 в Китае), 244 в Европе, 53 в Африке, 25 в Северной Америке, 20 в Океании и 20 в Южной Америке. Участники системы CIPS представлены в 117 странах и регионах по всему миру, а бизнес в целом охватывает 185 стран и регионов по всему миру через более чем 4700 корпоративных банковских учреждений.
Как резюмирует академик Тим Бил, CIPS является одной из ответных мер на санкции, введенные Соединенными Штатами, которые комментаторы рассматривают как способствующие дедолларизации.

## Используемые стандарты и технологии
CIPS использует стандартизированный SWIFT и принятый в качестве индустриального стандарта синтаксис финансовых сообщений и ряд других технических стандартов, введённых при участии SWIFT.
Среди них:
- ISO 9362: Коды BIC
- ISO 10383[англ.]: 2003 Securities and related financial instruments—Codes for exchanges and market identification (MIC)
- ISO 13616: IBAN — номера счетов.
- ISO 15022[англ.]: 1999 Securities—Scheme for messages (Data Field Dictionary)
- ISO 20022-1: 2004 и ISO 20022-2:2007 Financial services—UNIversal Financial Industry message scheme

В RFC 3615 "urn: swift: " был определён как URN для SWIFT FIN.